# Jon Reinertsen
Jon Reinertsen, norveški rokometaš, * 23. marec 1946, Oslo.
Leta 1972 je na poletnih olimpijskih igrah v Münchnu v sestavi norveške rokometne reprezentance osvojil deveto mesto.